# Fonte Memorial de Diana, Princesa de Gales

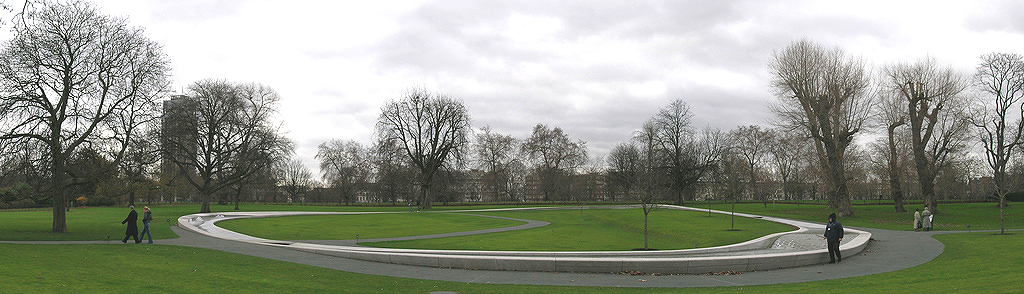
Fonte Memorial de Diana, Princesa de Gales

A Fonte Memorial de Diana, Princesa de Gales é um memorial a Diana, Princesa de Gales. Localizado no canto sudoeste de Hyde Park, em Londres, ao sul do Lago Serpentine e a leste das Galerias Serpentine, foi projetado tendo em mente as crianças. Sua construção iniciou-se em setembro de 2003, e a fonte foi inaugurada em 6 de julho de 2004, pela Rainha Elizabeth II.
A fonte foi projetada por Kathryn Gustafson, uma artista paisagista americana, e custou aproximadamente 3,5 milhões de libras esterlinas. As quinhentas e quarenta e cinco peças de granito, vindas da Cornualha, foram cortadas usando uma sofisticada máquina computadorizada da S McConnell & Sons, em Kilkeel, na Irlanda do Norte.
Apesar de ser descrita como uma fonte de pedra oval, ela tem a forma de uma grande ribeira de 50 por 80 metros, que circunda e que é circundada por um exuberante campo gramado.